# Jassim Al-Tamimi
Jassim Al-Tamimi (Catar; 14 de febrero de 1971) es un exfutbolista de Catar que jugaba en la posición de centrocampista.

## Carrera

### Club
| Periodo   | Club         |
| --------- | ------------ |
| 1991-2000 | Al-Wakrah SC |
| 2000-2003 | Al Sadd SC   |
| 2002-2006 | Al-Wakrah SC |

### Selección nacional
Jugó para Catar en 100 ocasiones de 1996 a 2004 y anotó dos goles; participó en dos ediciones de la Copa Asiática y en los Juegos Asiáticos de 1998.

## Logros
- Liga de fútbol de Catar (1): 1998-99
- Copa del Emir de Catar (2): 2000-01, 2002-03
- Copa Príncipe de la Corona de Catar (2): 1999, 2003
- Copa del Jeque Jassem (4): 1991, 1998, 2001, 2004
- Liga de Campeones Árabe (1): 2001